# Senna brongniartii
Senna brongniartii är en ärtväxtart som först beskrevs av Charles Gaudichaud-Beaupré, och fick sitt nu gällande namn av Howard Samuel Irwin och Rupert Charles Barneby. Senna brongniartii ingår i släktet sennor, och familjen ärtväxter. Inga underarter finns listade i Catalogue of Life.